# 2018년 동계 올림픽 체코 선수단
2018년 동계 올림픽 체코 선수단은 대한민국 평창군에서 개최될 2018년 동계 올림픽에 참가할 예정인 올림픽 체코 선수단이다.

## 메달 집계

### 종목별 참가 선수 및 메달 수
| 종목              | 참가 선수 | 1 | 2 | 3 | 메달 합계 |
| ----------------- | --------- | - | - | - | --------- |
| 노르딕 복합       | 4         |   |   |   |           |
| 루지              | 6         |   |   |   |           |
| 바이애슬론        | 9         |   | 1 | 1 | 2         |
| 봅슬레이          | 9         |   |   |   |           |
| 쇼트트랙          | 1         |   |   |   |           |
| 스노보드          | 7         | 1 |   | 1 | 2         |
| 스키 점프         | 5         |   |   |   |           |
| 스피드스케이팅    | 3         |   | 1 | 1 | 2         |
| 아이스하키        | 25        |   |   |   |           |
| 알파인 스키       | 9         | 1 |   |   | 1         |
| 크로스컨트리 스키 | 10        |   |   |   |           |
| 프리스타일 스키   | 1         |   |   |   |           |
| 피겨 스케이팅     | 5         |   |   |   |           |
| 합계              | 93        | 2 | 2 | 3 | 7         |

### 루지
| 선수 | 세부 종목 | 1차 시기 | 1차 시기 | 2차 시기 | 2차 시기 | 3차 시기 | 3차 시기 | 4차 시기 | 4차 시기 | 합계 | 합계 |
| 선수 | 세부 종목 | 기록     | 순위     | 기록     | 순위     | 기록     | 순위     | 기록     | 순위     | 기록 | 순위 |

### 바이애슬론
| 선수 | 세부 종목 | 기록 | 사격 실수 | 순위 |

### 봅슬레이
| 선수 | 세부 종목 | 1차 시기 | 1차 시기 | 2차 시기 | 2차 시기 | 3차 시기 | 3차 시기 | 4차 시기 | 4차 시기 | 합계 | 합계 |
| 선수 | 세부 종목 | 기록     | 순위     | 기록     | 순위     | 기록     | 순위     | 기록     | 순위     | 기록 | 순위 |

### 스피드 스케이팅
남자
| 선수 | 세부 종목 | 1차 시기 | 1차 시기 | 2차 시기 | 2차 시기 | 결선 | 결선 |
| 선수 | 세부 종목 | 기록     | 순위     | 기록     | 순위     | 기록 | 순위 |

### 피겨 스케이팅
| 선수 | 세부 종목 | 쇼트 프로그램 | 쇼트 프로그램 | 프리 스케이팅 | 프리 스케이팅 | 합계 | 합계 |
| 선수 | 세부 종목 | 점수          | 순위          | 점수          | 순위          | 점수 | 순위 |